# American Recordings (album)
 (février 2017).
Si vous disposez d'ouvrages ou d'articles de référence ou si vous connaissez des sites web de qualité traitant du thème abordé ici, merci de compléter l'article en donnant les références utiles à sa vérifiabilité et en les liant à la section « Notes et références ».
Albums de Johnny Cash
Wanted Man
(1994) The Man in Black 1963–1969
(1995)
Albums par American Recordings series
Unchained
(1996)
American Recordings est le premier album, sorti en 1994, d'une série éponyme de six opus du chanteur country Johnny Cash. Cet album a remporté un Grammy Awards en 1995[réf. nécessaire].
Les deux derniers de la série sont parus à titre posthume. Ces six albums sont constitués principalement de nouvelles versions de chansons d'autres artistes, interprétées par Johnny Cash.

## Présentation
Ce premier tome, de 1994, est produit par Rick Rubin, qui enregistre Johnny Cash dans son salon, accompagné seulement de sa guitare.
Cash est souvent en conflit avec ses producteurs qui veulent polir davantage le son qu'il produit. Il découvre, dès ses débuts avec Sam Phillips, que sa voix se prête mieux à un style musical plus dépouillé. Le succès de sa collaboration avec Rick Rubin provient du fait que ce dernier recherche un son minimaliste.
Les chansons Tennessee Stud et The Man Who Couldn’t Cry sont enregistrés en live au Viper Room, un nightclub du Sunset Strip à Los Angeles qui appartenait à Johnny Depp à l'époque.
L'album est accueilli par la critique comme son meilleur album depuis les années 1960. Ses versions de chansons d'artistes plus modernes contribuent à faire connaître Johnny Cash auprès d'un nouveau public : Thirteen – chanson que l'auteur, Glenn Danzig, du groupe de heavy metal Danzig, a écrite pour Cash – en est un exemple, de même que Down There by the Train de Tom Waits, reprise à son insu.

### Succession musicale
Après la sortie du premier album de la série, Johnny Cash réalise l'album Unchained (14 pistes), sous-titré American Recordings, qui sort en novembre 1996, et est donc le deuxième album de la série.
Quatre autres albums suivent portant le titre American Recordings suivi d'un numéro (de III à VI) et d'un sous-titre. Ces quatre albums sont :
- American III: Solitary Man (14 pistes), 2000
- American IV: The Man Comes Around (15 pistes), 2002
- American V: A Hundred Highways (12 pistes), 2006
- American VI: Ain't No Grave (10 pistes), 2010

Le dernier fut enregistré en 2003, juste avant que Johnny Cash ne meure à l'âge de 71 ans.

## Liste des titres
| 1.    | Delia's Gone                                      | Karl Silbersdorf, Dick Troops                   | The Sound of Johnny Cash, 1962           | 2:18 |
| 2.    | Let the Train Blow the Whistle                    | Cash                                            |                                          | 2:15 |
| 3.    | The Beast in Me                                   | Nick Lowe                                       | The Impossible Bird, 1994                | 2:45 |
| 4.    | Drive On                                          | Cash                                            |                                          | 2:23 |
| 5.    | Why Me Lord?                                      | Kris Kristofferson                              | Jesus Was a Capricorn, 1972              | 2:20 |
| 6.    | Thirteen                                          | Glenn Danzig                                    | 6:66 Satan's Child, 1999                 | 2:29 |
| 7.    | Oh, Bury Me Not (Introduction: A Cowboy's Prayer) | John Lomax, Alan Lomax, Roy Rogers, Tim Spencer | Sings the Ballads of the True West, 1965 | 3:52 |
| 8.    | Bird on a Wire                                    | Leonard Cohen                                   | Songs from a Room, 1969                  | 4:01 |
| 9.    | Tennessee Stud (live)                             | Jimmy Driftwood                                 |                                          | 2:54 |
| 10.   | Down There by the Train                           | Tom Waits                                       | Orphans: Brawlers, Bawlers & Bastards    | 5:34 |
| 11.   | Redemption                                        | Cash                                            |                                          | 3:03 |
| 12.   | Like a Soldier                                    | Cash                                            |                                          | 2:50 |
| 13.   | The Man Who Couldn't Cry (live)                   | Loudon Wainwright III                           | Attempted Mustache, 1973                 | 5:03 |
| 41:52 |                                                   |                                                 |                                          |      |